# Ozarba squamicornis
Ozarba squamicornis är en fjärilsart som beskrevs av Dyar 1918. Ozarba squamicornis ingår i släktet Ozarba och familjen nattflyn. Inga underarter finns listade i Catalogue of Life.